# 喀山客運站

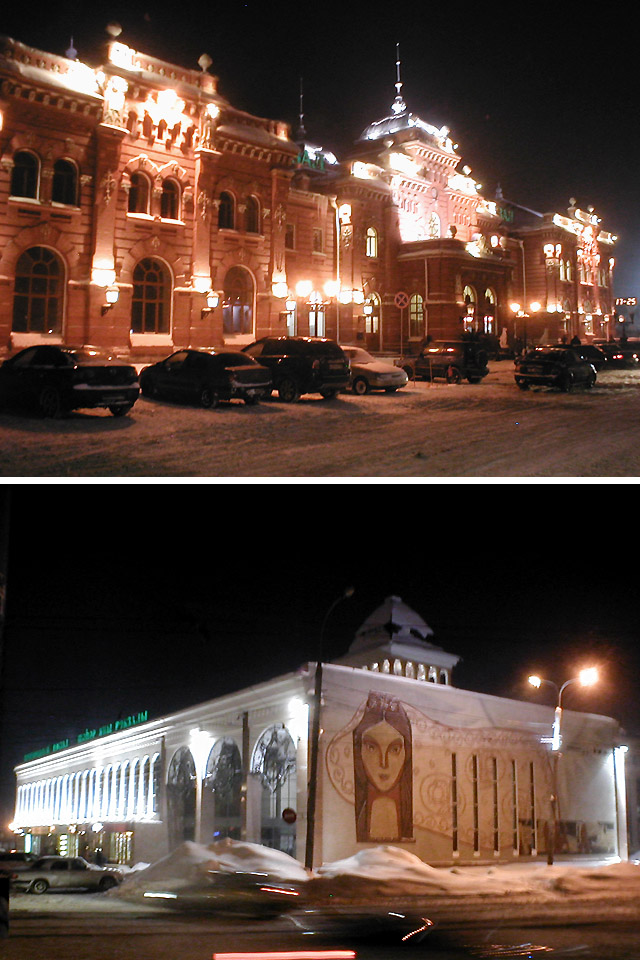
長途車站樓（上）和郊區車站樓（下）夜景

55°47′17″N 49°06′03″E / 55.78806°N 49.10083°E
喀山客運站（羅馬化：Kazan-Passazhirskaya）是俄羅斯韃靼斯坦共和國首府喀山的一座鐵路車站，背靠伏爾加河。分為主樓（1896年興建、1997年重修）、郊區車站樓（1967年興建、2005年重修）、行政樓等多楝建築物。
為迎接2013年夏季世界大學生運動會，當局正興建一條機場鐵路。完成後長途客運將遷至新車站。本站將承擔機鐵及郊區鐵路旅客的乘降。